# Districte municipal de Tauragė
El Districte municipal de Tauragė (en lituà: Tauragės rajono savivaldybė) és un dels 60 municipis de Lituània, situat dins del comtat de Tauragė, i que forma part de la regió de Samogitia. La capital del municipi és la ciutat homònima.

## Seniūnijos
- Batakių seniūnija (Batakiai)
- Gaurės seniūnija (Gaurė)

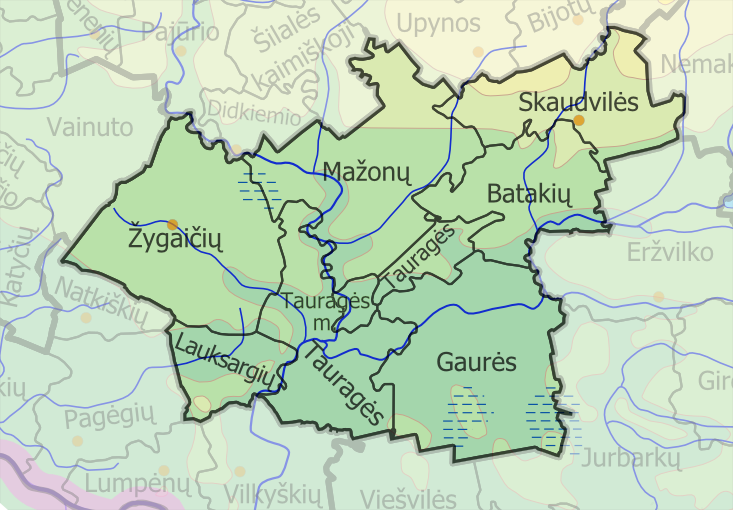
Seniūnijos del districte municipal de Tauragė

- Lauksargių seniūnija (Lauksargiai)
- Mažonų seniūnija (Mažonai)
- Skaudvilės seniūnija (Skaudvilė)
- Tauragės seniūnija (Tauragė)
- Tauragės miesto seniūnija (Tauragė)
- Žygaičių seniūnija (Žygaičiai)